# Chodská Úhlava (přírodní památka)
Chodská Úhlava je přírodní památka v okrese Klatovy. Nachází se asi půl kilometru východně od obce Chudenín v nadmořské výšce 460–465 metrů. Chráněné území s rozlohou 13,26 ha bylo vyhlášeno 10. prosince 2013 k ochraně vlhkomilných biotopů důležitých pro hnízdění a tahové zastávky ptáků. Ze vzácných a chráněných druhů zde žije tchoř tmavý (Mustela putorius), bekasina otavní (Gallinago gallinago), chřástal polní (Crex crex), chřástal vodní (Rallus aquaticus), čáp černý (Ciconia nigra), konipas luční (Motacilla flava), krahujec obecný (Accipiter nisus), křepelka polní (Coturnix coturnix), ledňáček říční (Alcedo atthis) nebo slavík modráček středoevropský (Luscinia svecica).

## Galerie

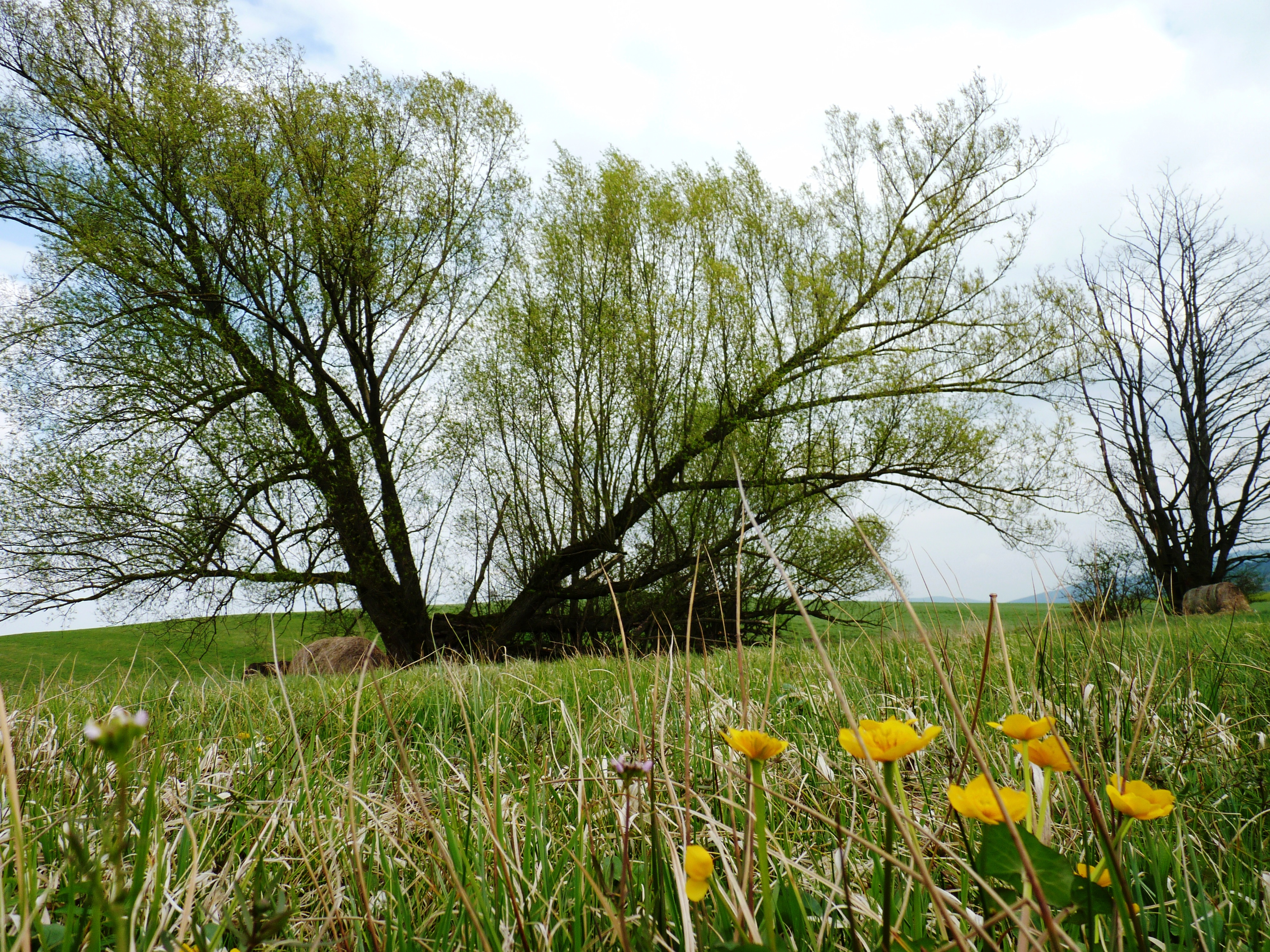
Fauna Chodské Úhlavy
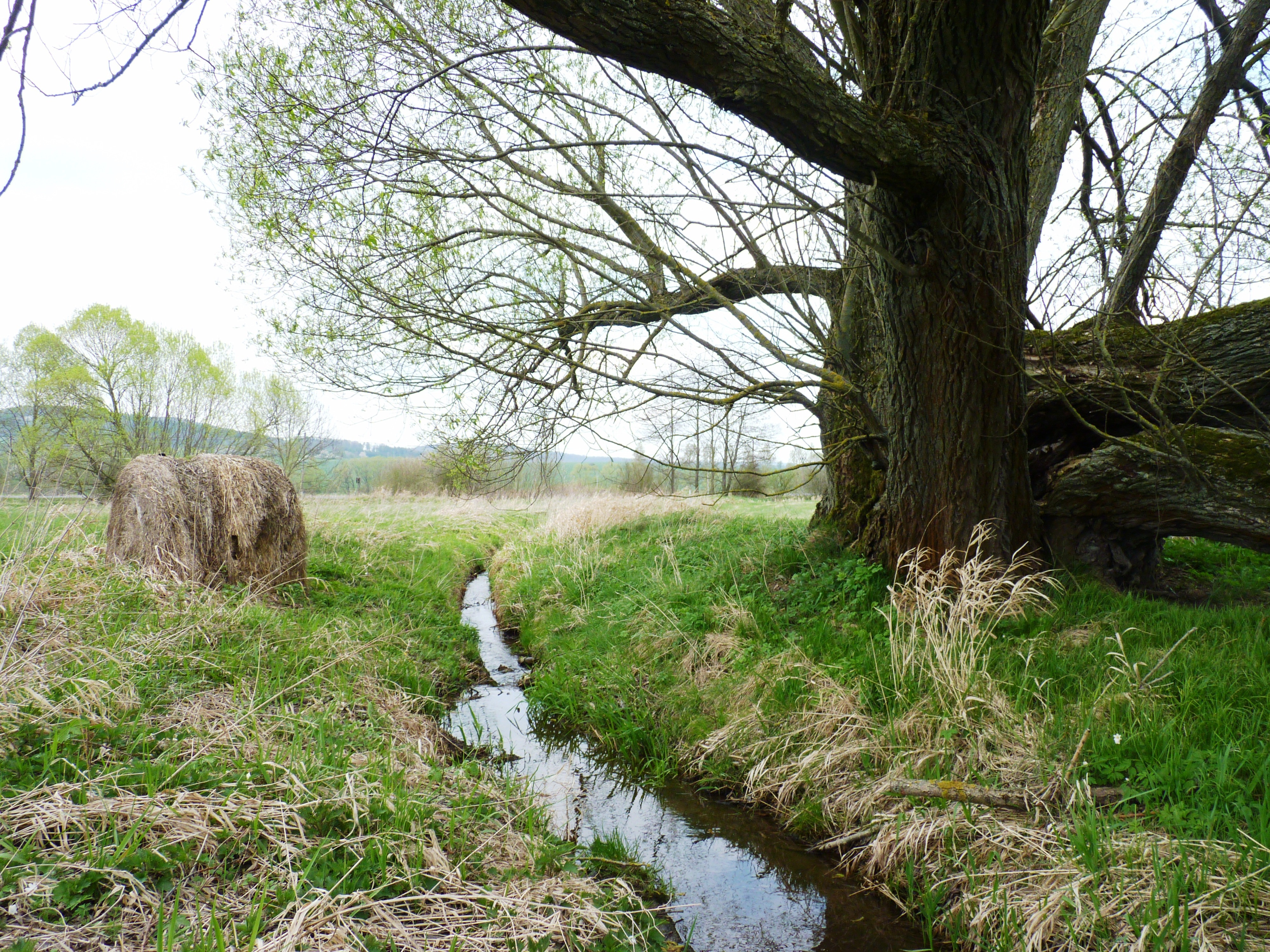
Potok Chodská Úhlava
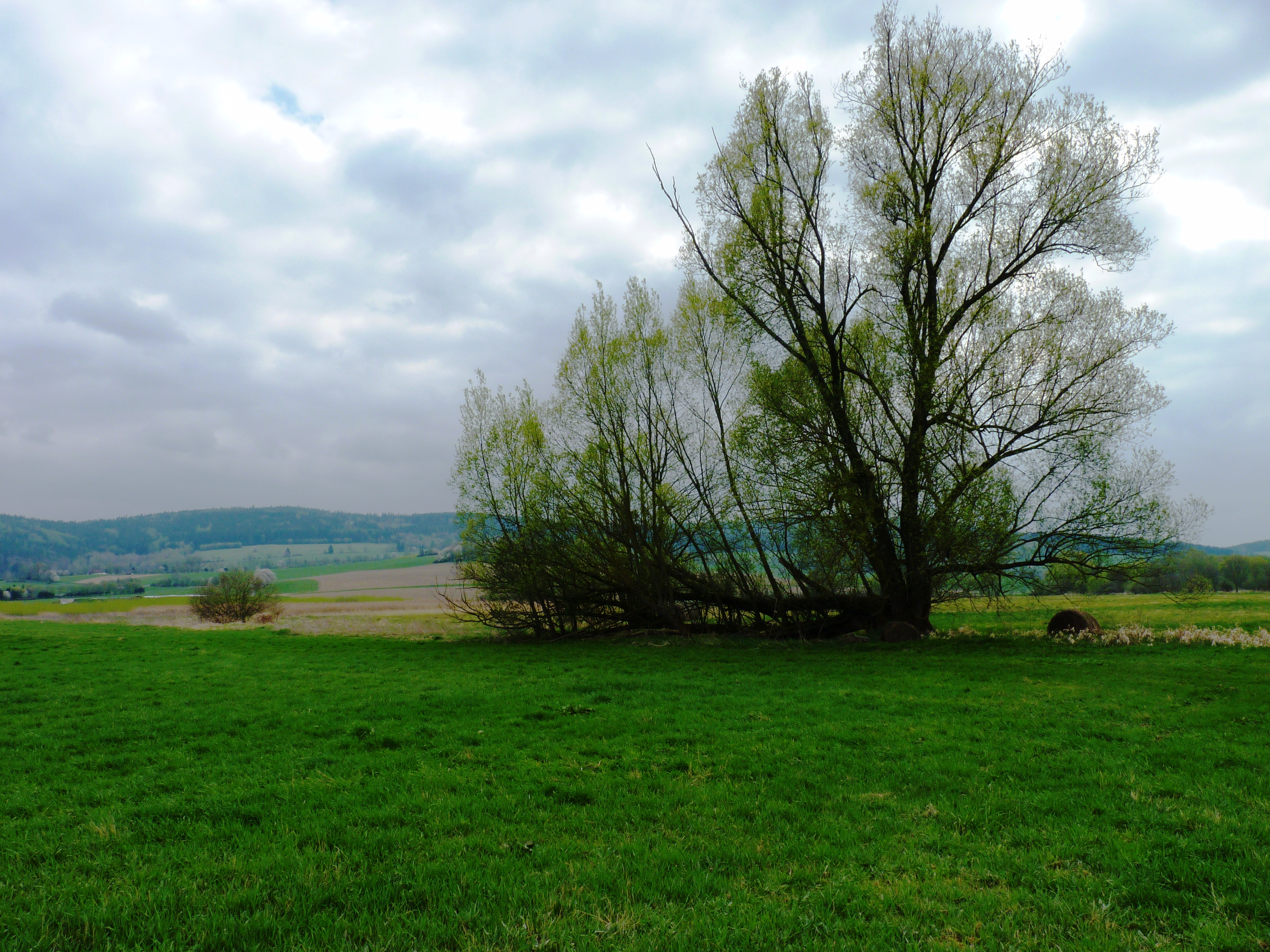
Krajina Chodské Úhlavě